# أليكساندر سواريس دوس سانتوس
أليكساندر سواريس دوس سانتوس (بالبرتغالية: Alexandre Soares dos Santos‏) هو رائد أعمال برتغالي، ولد في 23 سبتمبر 1935 في بورتو في البرتغال، وتوفي في 16 أغسطس 2019.